# Jeonju
Jeonju (kor. 전주시, Jeonju-si) – miasto i stolica prowincji Jeolla Północna w Korei Południowej. Położone 3 godziny drogi na południe od Seulu. Ważny ośrodek turystyczny, znany z doskonałej kuchni, zabytków, festiwali i imprez sportowych. Siedziba rzymskokatolickiej diecezji Jeonju.

## Historia
Położone na żyznej równinie Honam, Jeonju grało od dawna ważną rolę centrum regionalnego w prowincji. Miasto zyskało miano "miasta królewskiego", kiedy założyciel dynastii Yi (Joseon), generał Yi Seong-gye pokonał najeżdżające Koreę wojska japońskie w 1302 roku. 
W 1894 roku miasto zostało zajęte przez chłopskich rebeliantów Donghak. Prawa miejskie Jeonju uzyskało w 1949 roku.

## Inne
W mieście znajduje się hala sportowa Jeonju Arena.
Z Jeonju pochodzi Kim Tae-yeon - liderka koreańskiego zespołu Girls’ Generation

## Miasta partnerskie
- Stany Zjednoczone: San Diego
- ChRL: Suzhou
- Japonia: Kanazawa
- Polska : Rzeszów